# LRV (月面車)
LRV (Lunar Roving Vehicle) は、1971年から1972年に行われた3度のアポロ計画（アポロ15号、アポロ16号、アポロ17号）で使用された四輪電池駆動の月面車である。バギーカーを意味するドゥーン・バギー ("dune buggy") をもじって、ムーン・バギー (moon buggy) として知られる。
LRVは、アポロ月着陸船によって月面に運ばれ、月面で包装が解かれた後は、1人か2人の宇宙飛行士、その装備、月のサンプルを乗せて走ることができる。現在でも月面に残されている。

## 歴史

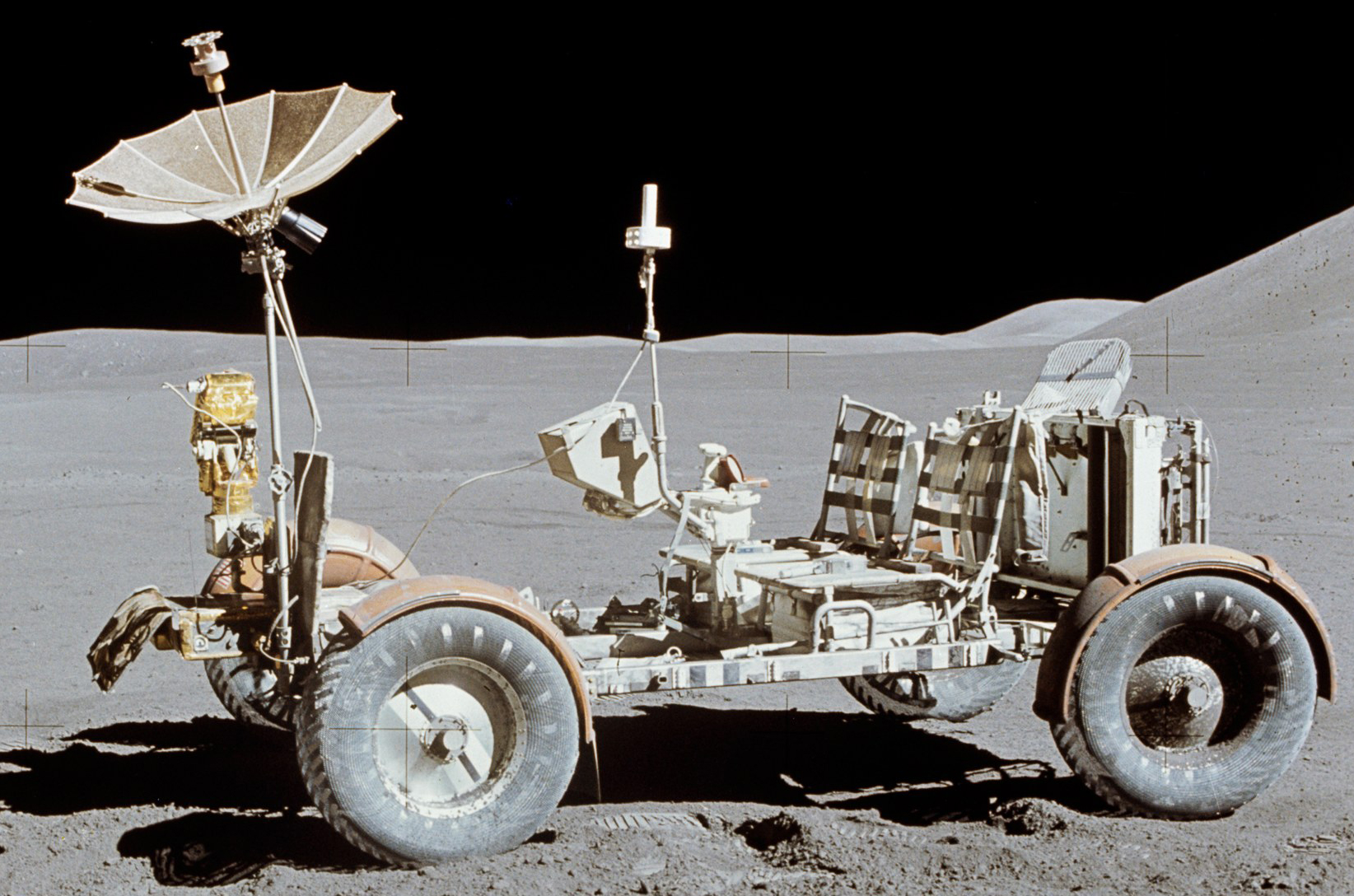
1971年のアポロ15号のミッションで使われたLRV

LRVの構想はアポロ計画より早く、1952年から1952年のCollier's Weekly誌に掲載されたヴェルナー・フォン・ブラウンらによるMan Will Conquer Space Soon!という連載で表明された。ペーパークリップ作戦でドイツからアメリカ合衆国に来てアメリカ陸軍弾道ミサイル局の局長となったフォン・ブラウンは、この記事の中で、6週間の月面滞在で物資を運ぶための10トントラクターについて描いている。
1956年、ポーランド出身で当時ミシガン大学教授兼アメリカ陸軍の部隊の顧問であったミェチスワフ・ベッカーは、月面移動についての2冊の本を出版した。これらの本は、将来の月面車の開発に多くの理論的基礎を与えた。

### 初期の月面移動の研究

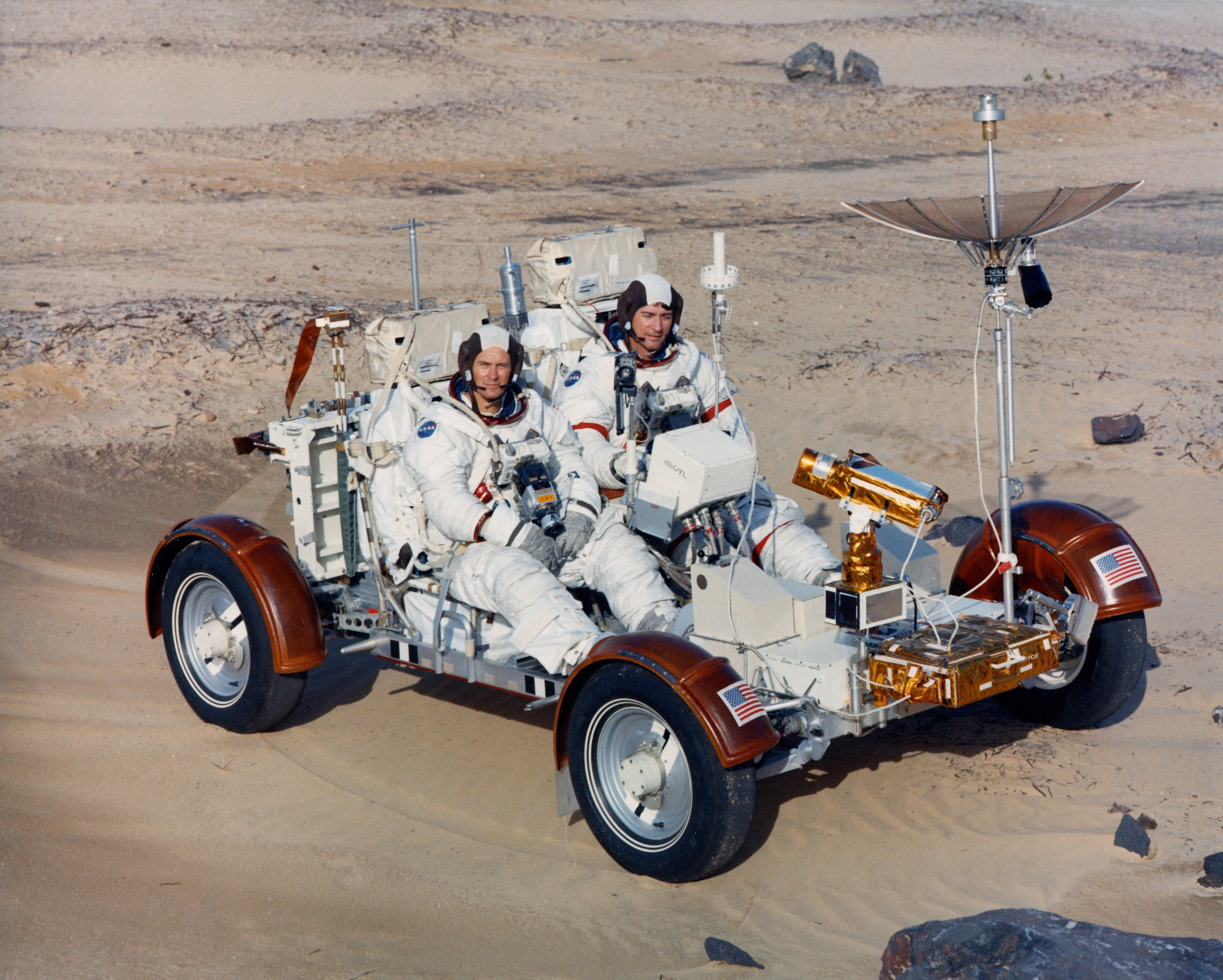
地球で訓練を行うアポロ16号の宇宙飛行士

1964年2月、当時アメリカ航空宇宙局のマーシャル宇宙飛行センター（MSFC）のセンター長であったフォン・ブラウンは、ポピュラーサイエンスにおいて月面車の必要性について論じ、MSFCで、ロッキード、ベンディックス、ボーイング、ゼネラルモーターズ、ブラウン・エンジニアリング（BECO）、グラマン、ベル・ヘリコプターと協力して研究に着手していることを明らかにした。
1960年代初め、月面移動に関する一連の研究がMSFCの指揮下で行われた。当初は、Lunar Logistics System (LLS)という研究名であったが、後にMobility Laboratory (MOLAB)、Lunar Scientific Survey Module (LSSM)、Mobility Test Article (MTA)と名前が変わった。アポロ計画の初期段階では、乗組員を月に送る1台と、装備、食糧、月面車を月に送る1台の合計2台のサターンVロケットを用いることが計画された。MSFCにおける全ての研究は、この2台打上げ体制を前提にしていたため、大きく、重い車体が許容された。
LLSの研究は、1962年秋にグルマンとノースロップによって開始され、与圧キャビンとそれぞれの車輪の電子モーターが設計された。これとほぼ同時に、ベンディックスとボーイングは、月面車の車内の研究を開始した。サンタバーバラにあるゼネラルモーターズ防衛研究所(GMDRL)に移っていたベッカーは、ジェット推進研究所から依頼されたサーベイヤー計画のための小型無人LRVの研究を終えた。ハンガリー出身のフェレンツ・パヴリックスは、弾力性のある車輪を作るために金網状の設計を用い、この設計は後の小型車にも採用された。
1963年初め、NASAはApollo Logistics Support System (ALSS)の研究拠点にMSFCを選んだ。先行研究の調査に続いて、この結果は10巻の報告にまとめられた。その中には、2人の人間が最大2週間の期間を過ごすための装備や消耗品を備えた、2,940-3,840 kgの範囲の重さの与圧車の必要性等が含まれていた。これは、Mobility Laboratory (MOLAB)と呼ばれた。1964年6月、MSFCはMOLABとMobility Test Articles (MTAs)の研究をベンディックスとボーイングに委託し、車両の研究の下請けにGMDRLを選んだ。ベル・ヘリコプターは、既にLunar Flying Vehiclesの下請けの研究を行っていた。
ALSSの研究は進んでいたが、MSFCは、より現実的な表面探査計画であるLocal Scientific Surface Module (LSSM)の検討も行っていた。これは、固定式で居住可能なシェルター式研究所（shelter-laboratory、SHELAB）で、1人乗りか遠隔コントロール可能な小さなlunar-traversing vehicle (LTV)を備えたものだった。LSSMは、やはり2台の打上げが必要であった。Propulsion and Vehicle Engineering (P&VE)とHayes Internationalは、シェルターと車両の基礎研究を行った。また、将来的に月探査が拡大し、MOLABのような車両が必要になることに備え、MOLABの開発は続けられ、いくつかの実物大のMTAが作られた。
アポロ計画の予算を削減するというアメリカ議会の圧力を受け、サターンVロケットの建設数は削減され、1つのミッションに1つのブースターしか許されなくなった。そのため、LRVも宇宙飛行士と同じ月着陸船で輸送する必要が生じた。1964年11月、ALSSは無期限凍結されたが、ベンディックスとボーイングは小さなLRVの研究を続けた。Lunar Excursion Moduleの名前は、簡潔なLunar Moduleに変更された。この計画ではSHELABは存在せず、2人を収容する施設はLocal Scientific Surface Module (LSSM)と呼ばれた。MSFCは、地球からコントロール可能な無人ロボット車についても検討を行った。
アラバマ州ハンツビルに拠点を置くBECOは、MSFCの立上げ以来、全ての月面車の計画に参加してきた。1965年、BECOはMSFCのP&VE研究所の元請企業となった。2人乗りのLSSMの実現可能性の算出が急務になると、フォン・ブラウンは通常の手続きを飛ばし、P&VE's Advanced Studies Officeに対し、直接BECOにMTAの設計、製造、試験を行わせるよう指示した。ベンディックスとボーイングはLSSV/Mの設計を続けていたが、MTAはMSFCの有人計画に不可欠なものであった。Hayes Internationalの初期の計画を率いてきたフィリピンからの移民のEduardo San Juanは、BECOに加わり、LSSM MTAの開発を主導した。
LSSM MTAの開発においては、先行の小型ローバーに関する研究は全て用い、市販で手に入る部品は出来る限り用いられた。車輪の選択は非常に重要で、当時は月の表面についてほとんど情報がなかった。MSFCのSpace Sciences Laboratory (SSL)は、月面の性質の予測を担当していた。BECOはSSLの元請企業でもあり、車輪と表面様々な条件を試験する試験場を用意した。Pavlicsの弾力性のある車輪のシミュレートでは、ナイロンのスキーロープで覆われた直径4フィートのチューブが用いられた。MTAでは、それぞれの車輪が小さな電子モーターを備え、全体の電源には一般的なトラック用のバッテリーが用いられた。横転事故を防止するためにはロールバーが取り付けられた。
1966年初頭、BECOのMTAの試験の準備が完了した。MSFCはクレーターや岩を模した小さな試験場を設置し、LSSMとMOLAB MTAを比較した。提案されたミッションに対しては、小さなローバーが最適であることがすぐに明らかとなった。加速、バウンド高さ、高速での転覆率等の危険が伴う試験には、遠隔モードでの操縦も行われた。6分の1の重力下でのLSSMのパフォーマンスは、嘔吐彗星KC-135Aの飛行で検査され、非常に柔らかい車輪やサスペンションの必要性が示された。Pavlicsの金網状の車輪はMTAには用いられなかったが、ミシシッピ州ヴィックスバーグにあるアメリカ陸軍工兵司令部の水路実験所において、様々な土壌における試験が行われた。後に、金網状の車輪が低重力下で試験された際、塵の混入を防ぐためのフェンダーの必要性が発見された。LSSM MTAはアメリカ陸軍のユマ性能試験場やアバディーン性能試験場で広範な試験が行われた。

### アポロ計画のLRV
1965年から1967年にかけて、月探査に関するサマーカンファレンスが開催され、科学者にNASAの月探査計画に対する評価や勧告を行う機会が与えられた。これにより、LSSMは計画の成功に欠かせないものであり、大きな注目を集めていることが分かった。フォン・ブラウンは、MSFCに月面車タスクチームを結成し、1969年5月、NASAは有人月ミッションにLunar Roving Vehicle (LRV)を使用することを決定し、MSFCの開発したManned Lunar Rover Vehicle Programを採用した。Saverio F. "Sonny" MoreaはLRV計画の責任者に指名された。
1969年7月11日、アポロ11号が月面への着陸に成功する直前頃、アポロ計画のLRVの最終設計と製造の見積依頼が出されることがMSFCにより公表された。ボーイング、ベンディックス、グラマン、クライスラーはこの募集に応募した。3か月間の提案評価と交渉の後、1969年10月28日にボーイングが元請に選ばれた。ボーイングは、ハンツビルのHenry Kudishの下でLRV計画を運営した。主な下請けとして、Ferenc Pavlics率いるゼネラルモーターズの防衛研究所が移動システム（車輪、モーター、サスペンション）を提供した。ボーイングは電子系とナビゲーションシステムを提供した。車両の試験は、ワシントン州ケントにあるボーイングの工場で行われ、シャーシの製造と全体の組立てはハンツビルにあるボーイングの工場で行われた。

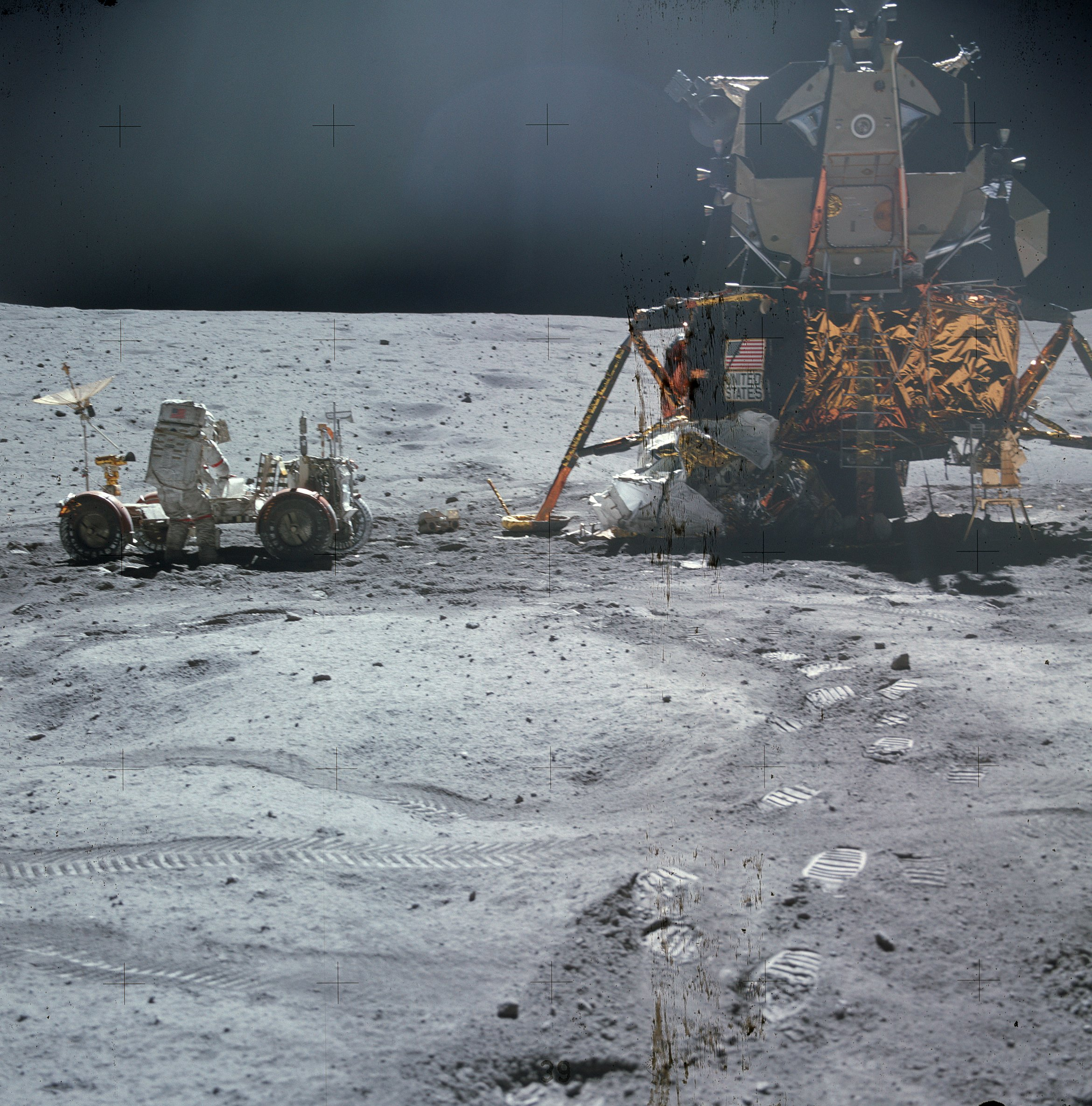
1972年4月、月着陸船オリオンの近くに停めたLRVで作業をするジョン・ヤング

最初のボーイングへの支払いは1900万ドルで、最初のLRVを1971年4月1日までに納入することを求められた。しかし、費用が見積もりを超過し、最終的な費用は、NASAの当初の見積もりとほぼ同じ3800万ドルを要した。4台の月面車が完成し、3台はそれぞれアポロ15号、16号、17号に用いられ、残りの1台は中止されたアポロ計画のために作られたものである。Savero Moreaによる論文は、LRVシステムとその開発に関する詳細な情報を与えてくれる。
アポロ15号、16号、17号のミッションで、LRVは素晴らしい移動性を発揮した。最初に用いられたのは1971年7月31日で、月探査の範囲を大きく広げることに成功した。以前のアポロの宇宙飛行士は、かさばる宇宙服のため、着陸地点の周りを徒歩で探査するだけだったが、その制限はLRVによって解消された。しかしこの範囲は、LRVが故障した時に戻れる範囲という運用上の制約を受けた。LRVの設計上の最高速度は約13km/hであったが、ユージン・サーナンは、18.0km/hを記録し、月面上での（非公式な）最高速度記録を作った。
LRVはわずか17か月で開発されたが、大きな故障もなく、月面上で予定された全ての機能が用いられた。アポロ17号のハリソン・シュミットは、「LRVは、我々が期待していたような、信頼できて安全で柔軟な月面探査車であった。これなしでは、アポロ15号、16号、17号での重要な科学的発見はなし得なかったし、我々の現在の月の進化の理解も実現できなかっただろう」と述べた。
LRVに小さな不具合が生じることはあった。アポロ16号のLRVの後部のフェンダーは、ジョン・ヤングがチャールズ・デュークを助けるためにLRVをぶつけた際、失われてしまい、車輪から出た塵が乗組員やコンソールや通信装置を覆った。これによりバッテリーの温度が高くなり、そのため消費電力が多くなった。修理は行われなかった。
アポロ17号のLRVのフェンダーは、ハンマーを持ったユージン・サーナンとたまたまぶつかった際に破損した。サーナンとシュミットはテープで貼って戻したが、表面が塵で汚れていたため接着が悪く、1時間の走行でフェンダーは失われ、宇宙飛行士は塵をかぶることとなった。2度目の船外活動の際、船外活動地図とダクトテープ、月着陸船のクランプを用いて、代替のフェンダーが作られ、取り付けられた。帰還の際、必要なクランプを回収するためにこの代替品は分解された。地図は地球に持って帰られ、現在は国立航空宇宙博物館に収蔵されている。塵による摩耗は、間に合わせのフェンダーの一部であった証拠である。

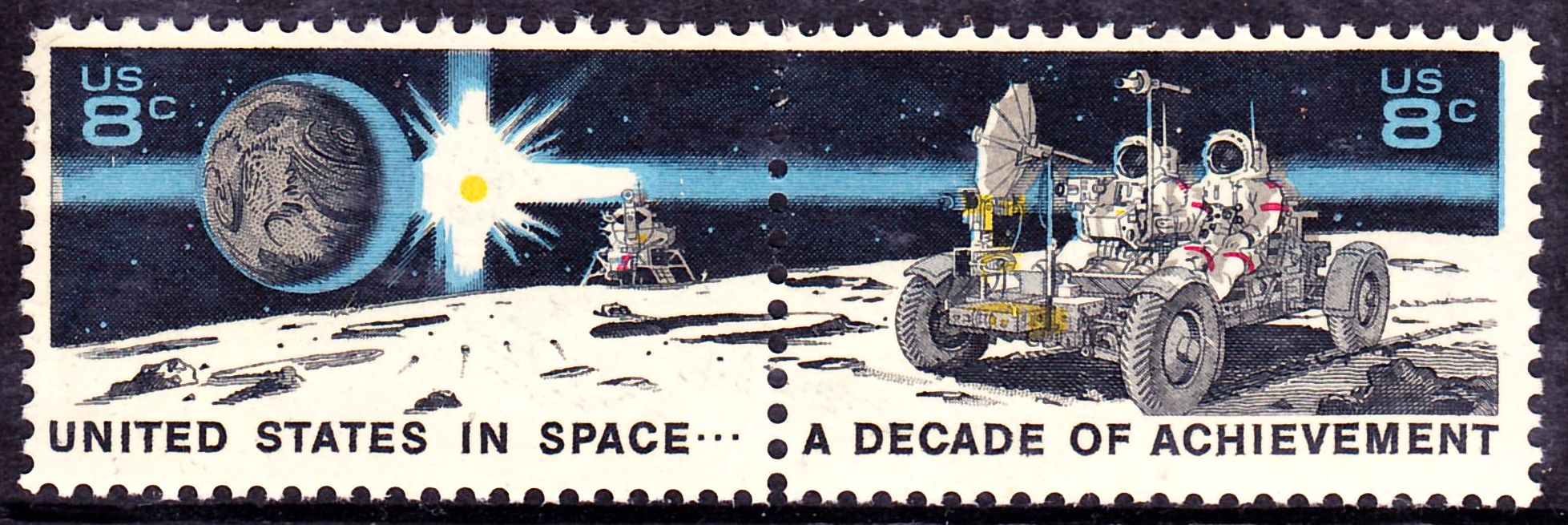
1971年発行のアメリカ合衆国の切手に描かれたLRV

LRVの前面に取り付けられたカラーのテレビカメラは、地上のミッションコントロールセンターから、旋回、傾け、拡大等の遠隔操作を行うことができた。これにより、以前のミッションよりもはるかに良い画像を撮影することができた。
LRVは、ソビエト連邦のルノホート1号やルノホート2号と同様に、月面に残され、月にある人工物の1つとなっている。

## 性能と仕様

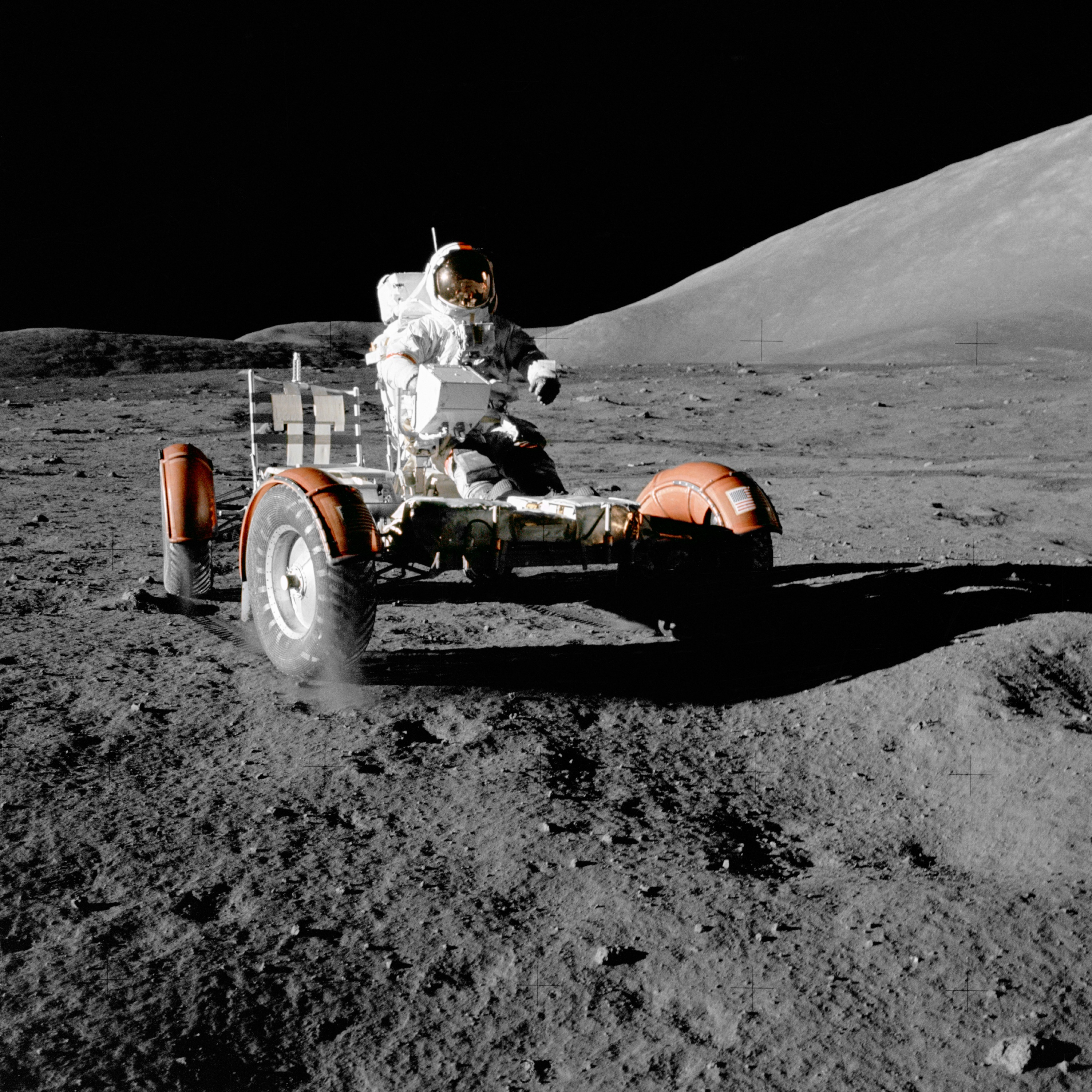
月面でLRVのテストを行うユージン・サーナン

アポロのLRVは、低重力真空環境で月面を横断し、アポロの宇宙飛行士の行動範囲を広げるために設計されたバッテリー式電動輸送機器であった。3台のLRVが月面で使われ、アポロ15号ではデイヴィッド・スコットとジェームズ・アーウィン、アポロ16号ではジョン・ヤングとチャールズ・デューク、アポロ17号ではユージン・サーナンとハリソン・シュミットが乗り込んだ。それぞれミッションコマンダーが運転手となり、左のシートに乗った。以下の諸元は、Morea、Baker、Kudishらの論文による。

### 質量とペイロード
LRVの質量は210kgで、月面での重量は35.0kgwになる。月面上でさらに490kgを運ぶことができるペイロードを備えている。フレームの長さは3.0mで、ホイールベースは2.3m、車高は1.1mである。フレームは2219本のアルミニウム合金のチューブで作られ、3つのシャーシが中央で蝶番で接続されているため、折りたたむことができる。シートもアルミニウムのチューブにナイロンの網を貼った構造で折りたたむことができる。シートの間にはアームレストが設置され、それぞれのシートには、調節可能なフットレストと面ファスナーのシートベルトが備えられた。大きなメッシュのアンテナがLRVの前面中央に設置された。

### 車輪と電源

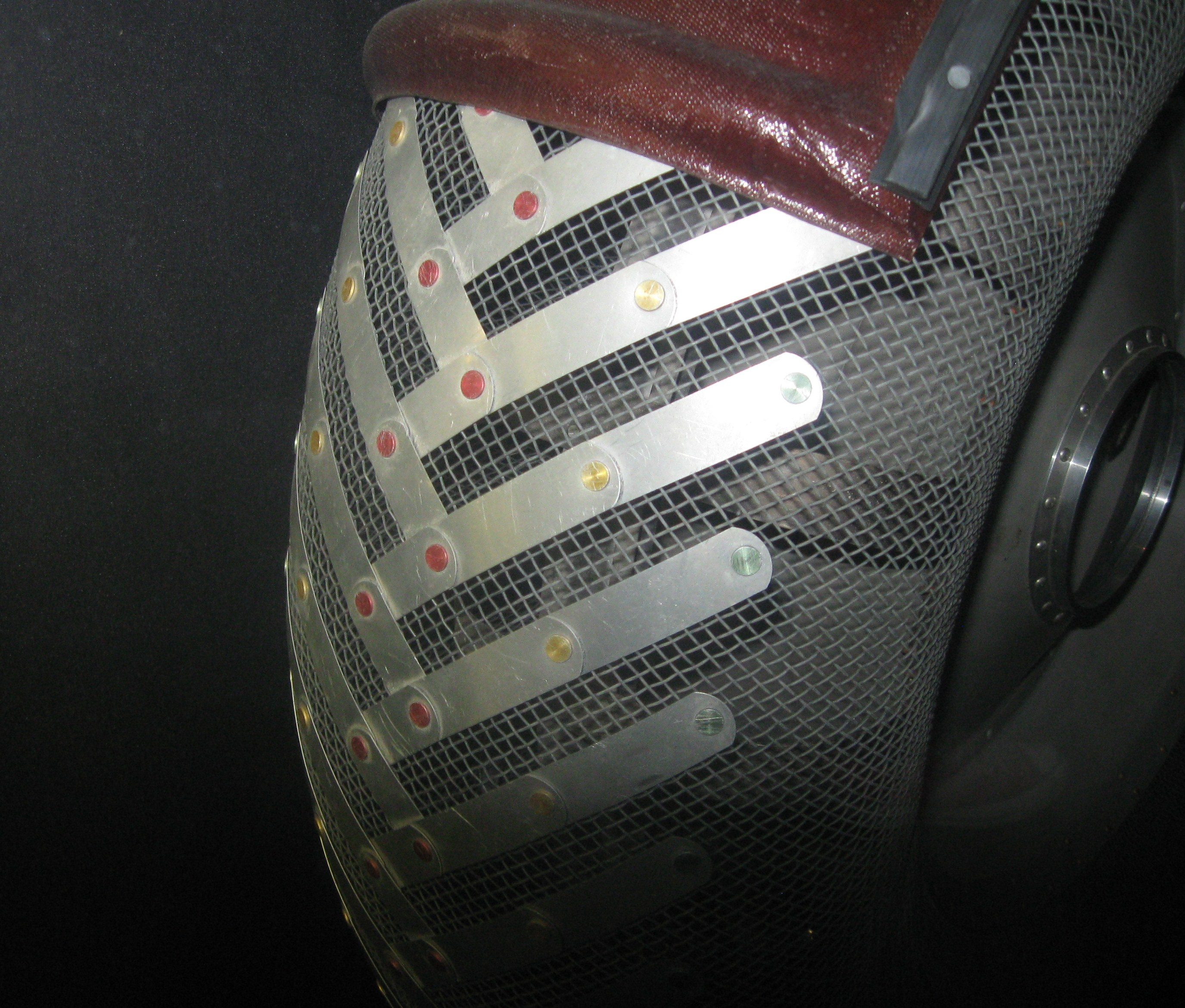
車輪のクローズアップ

車輪はゼネラルモーターズの防衛研究所によって作られた。フェレンツ・パヴリックスは、弾力性のある車輪を開発するため、NASAから特別な承認を与えられた。この車輪は、アルミニウムのハブと直径81cm、幅23cmのタイヤで構成される。タイヤは、0.84mm径の亜鉛でメッキされた鉄でできた織物から作られた。摩擦を大きくするため、チタン製の板が接地面の50%を覆う。タイヤの中には、ハブを保護する直径65cmの衝突防止枠が設けられ、さらに塵除けが車輪の上から被せられた。それぞれの車輪には、デルコ・エレクトロニクス製の1万rpm、0.25馬力の電子モーターが取り付けられた。
運転は、前部と後部に配されたそれぞれ0.1馬力のモーターによって行われる。四輪操舵で、回転半径は3mになる。
電源は、2つの36ボルトの銀-水酸化亜鉛カリウム一次電池から供給され、それぞれが121 A・hの電力を持ち、92kmの範囲を走ることができた。これらはモーターを動かすのに使われ、これとは別に36ボルトの電源がLRVの前面外側に取り付けられ、通信装置とテレビカメラの電源となっている。運転の間、ラジエーターはマイラー樹脂製のブランケットによって塵から守られているが、停止した際には、ブランケットを開けて積もった塵を手で払わねばならなかった。

### コントロールとナビゲーション

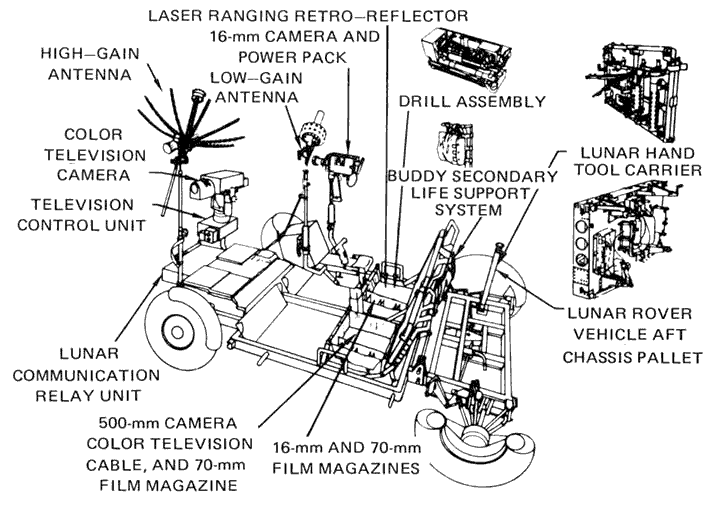
LRVの構造の略図(NASA)

2つのシートの間のT型のコントローラーによって、4つのドライビングモーターと2つのステアリングモーター、ブレーキが制御された。スティックを前に動かすとLRVは前に進み、左や右に倒すと、LRVも左や右に曲がる。後ろに引くとブレーキがかかる。スティックを引く前にスイッチを押すと、LRVは後ろ向きに進む。ハンドルの前面にはディスプレイがあり、速度、向き、勾配、電力、温度等の情報が表示される。
ナビゲーションは、方位指示計とオドメーターを用いて方位と距離を常に計測、記録し、このデータをコンピュータに送ることによって、出発地点からの軌跡を計算することによって行われる。また、太陽の影から太陽に対する方角を計算する装置も備えられた。

## 利用
3度のミッションでは、それぞれのLRVが用いられた。
| ミッション           | 合計距離 | 合計時間  | 1度の運転での最長距離 | 月着陸船からの最長距離 |
| -------------------- | -------- | --------- | --------------------- | ---------------------- |
| アポロ15号 (LRV-001) | 27.76 km | 3時間02分 | 12.47 km              | 5.0 km                 |
| アポロ16号 (LRV-002) | 26.55 km | 3時間26分 | 11.59 km              | 4.5 km                 |
| アポロ17号 (LRV-003) | 35.89 km | 4時間26分 | 20.12 km              | 7.6 km                 |

LRV運用上の制約として、もしLRVが船外活動中に故障した場合、宇宙飛行士は歩いて月着陸船に戻らねばならなかった。そのため、月着陸船からの最遠距離は、生命維持装置を使い果たす前に歩いて戻れる範囲になる。この制限は、LRVと宇宙服の信頼性が向上したことにより、アポロ17号の際には緩和された。BurkhalterとSharpの論文は、LRVの利用に関して詳細な情報を与えてくれる。

### 現在の位置

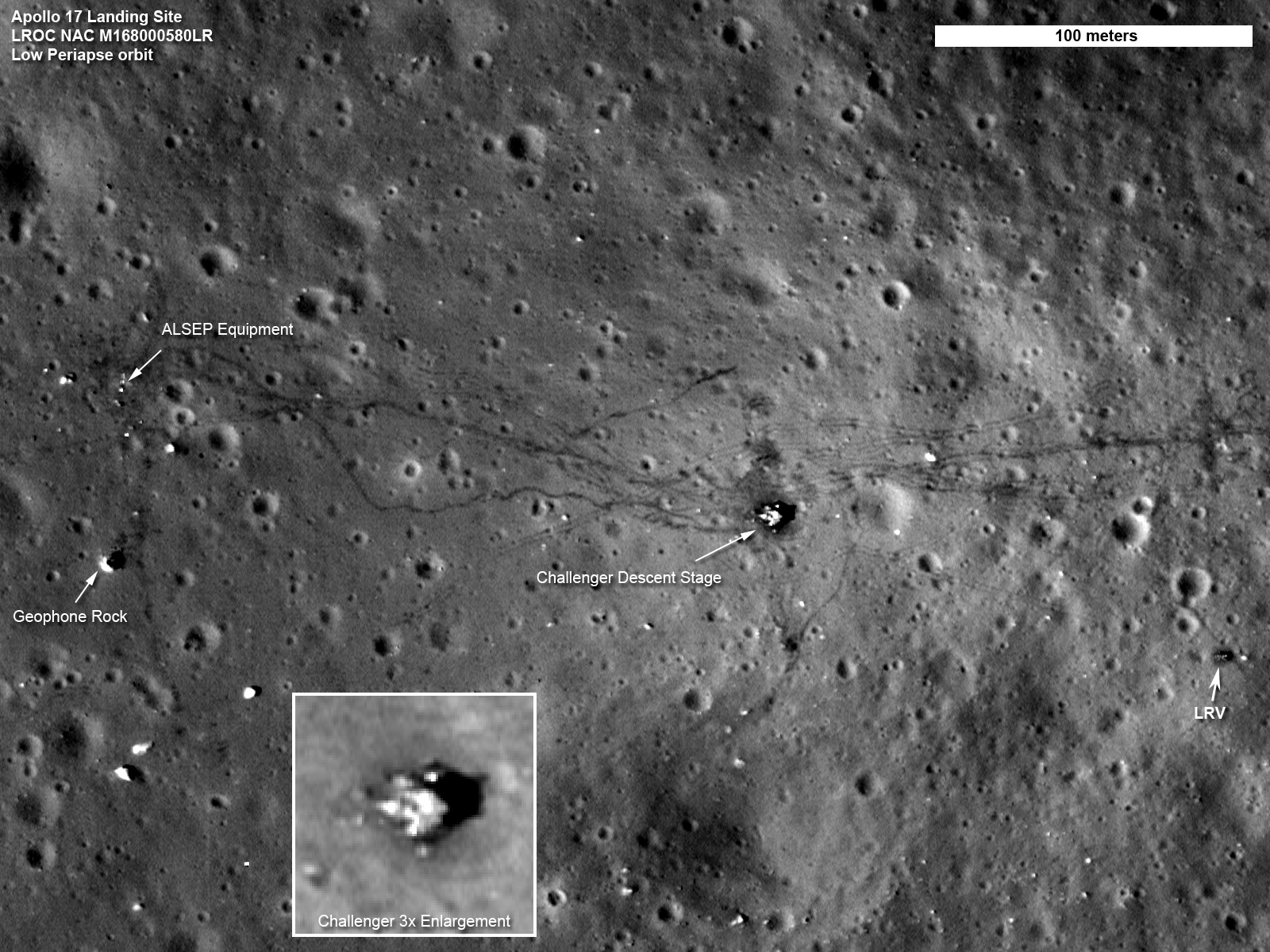
ルナー・リコネサンス・オービターによるアポロ17号着陸地点の画像

これまで4台のLRVが製造され、そのうち3台が月を訪れ、月面に残された。最後の1台は、中止されたアポロ18号のために作られた。アポロ15号のLRVは、アペニン山脈のハドリー谷(26.10 N, 3.65 E)に、アポロ16号のLRVはデカルト高原(8.99 S, 15.51 E)に残されている。アポロ17号のLRVは、タウルス・リトロー(20.16 N, 30.76 E)に残され、2009年と2011年のルナー・リコネサンス・オービターの通過の際に観測されている。
また、いくつかのLRVが試験、訓練、検証のために製造された。それらのモックアップは、シアトルの飛行博物館、ワシントンD.C.の国立航空宇宙博物館、ハンツビルのマーシャル宇宙飛行センター、ヒューストンのジョンソン宇宙センター、ケープカナベラルのケネディ宇宙センターに展示されている。またレプリカがフロリダ州ペンサコーラの国立海軍航空博物館、オレゴン州マクミンビルのEvergreen Aviation & Space Museum、カンザス州ハッチンソンのKansas Cosmosphere and Space Centerに展示されている。またスミソニアン博物館から貸与されたレプリカがフロリダ州オーランドのウォルト・ディズニー・ワールド・リゾートエプコットにあるミッション：スペースというアトラクションに展示されている
。

## メディア
- LRVを操縦するアポロ16号のジョン・ヤング
- 地球で訓練するデイヴィット・スコットとジェームズ・アーウィン